# Čermná (Plzeň)
Čermná è un comune della Repubblica Ceca facente parte del distretto di Domažlice, nella regione di Plzeň.